# Рыбак, Игорь Михайлович
Игорь Михайлович Рыбак (2 декабря 1934, Харьков, Украинская ССР — 28 сентября 2005, Харьков, Украина) — советский тяжелоатлет, олимпийский чемпион (1956). Мастер спорта СССР (1955). заслуженный мастер спорта СССР (1957).

## Биография
Окончил Харьковский медицинский институт (1959), кандидат медицинских наук.
Возглавлял Харьковский областной врачебно-физкультурный диспансер. Член КПСС с 1963 года.
6 апреля на фасаде учебно-лабораторного корпуса Харьковского национального медицинского университета (пр. Науки, 4), в котором учился Игорь Рыбак, установили памятную доску.

## Спортивная карьера
| Важнейшие международные соревнования |              |                  |           |           |                      |
| Год                                  | Соревнование | Место проведения | Результат | Сумма, кг | Жим + рывок + толчок |
| 1956                                 | ОИ           | Мельбурн         | чемпион   | 380       | 110 + 120 + 150      |
| 1956                                 | ЧЕ           | Хельсинки        | чемпион   | 382,5     | 120 + 112,5 + 150    |
| Чемпионат СССР                       |              |                  |           |           |                      |
| Год                                  | Соревнование | Место проведения | Результат | Сумма, кг | Жим + рывок + толчок |
| 1956                                 |              | Москва           | 2-е место | 375       | 115 + 110 + 150      |

## Награды
- Орден «Знак Почёта» (27.04.1957) — "за успехи, достигнутые в деле развития массового физкультурного движения в стране, повышения мастерства советских спортсменов, и успешное выступление на международных соревнованиях